# إدفو

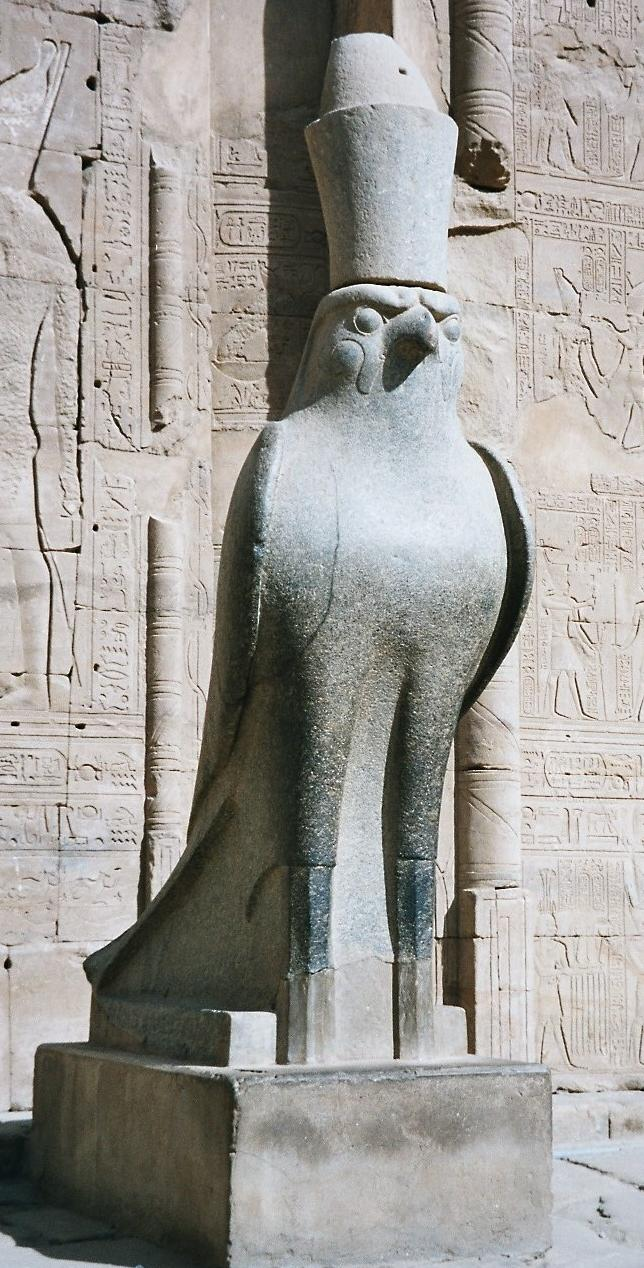
تمثال المعبود حورس, معبد إدفو

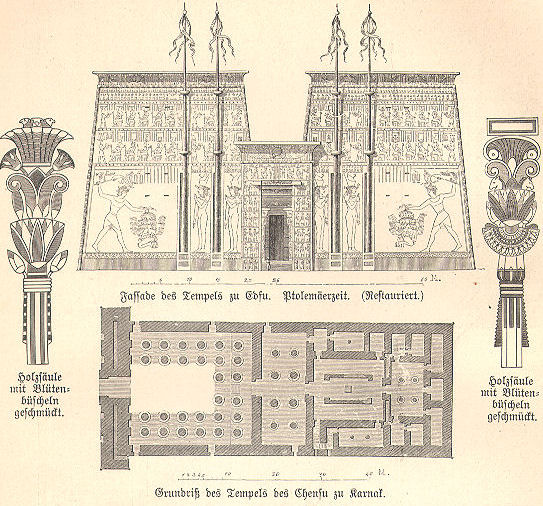
واجهة معبد إدفو

إِدفُو هي مدينة في شمال محافظة أسوان، تقع على الضفة الغربية لنهر النيل بين إسنا وأسوان جنوبي الأقصر بمصر. اكتشف بها جبانات من عصر الدولة القديمة وبها معبد إدفو الذي شُيّد في العصر البطلمي للمعبود حورس عام 237 ق.م.

## التاريخ

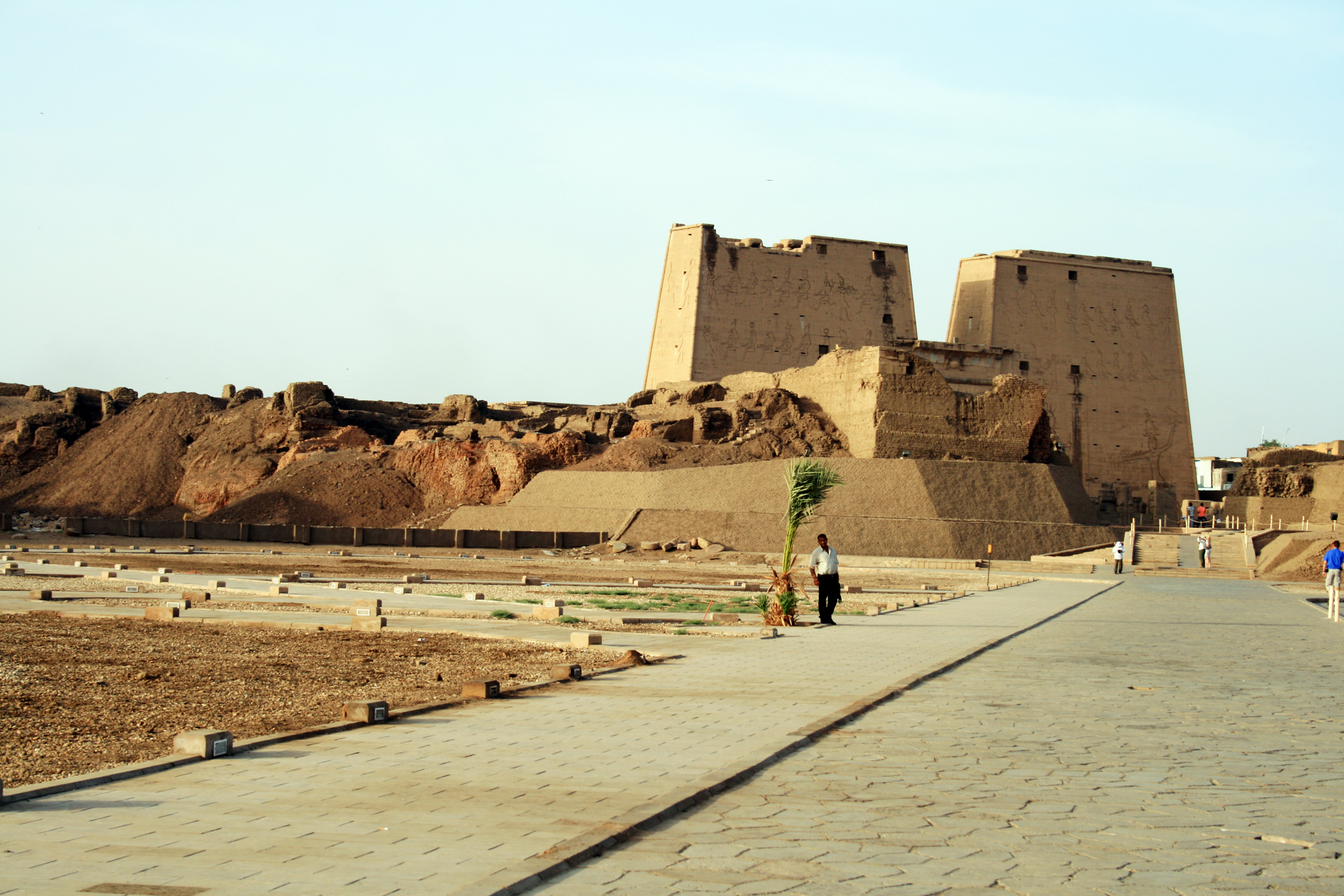
معبد إدفو

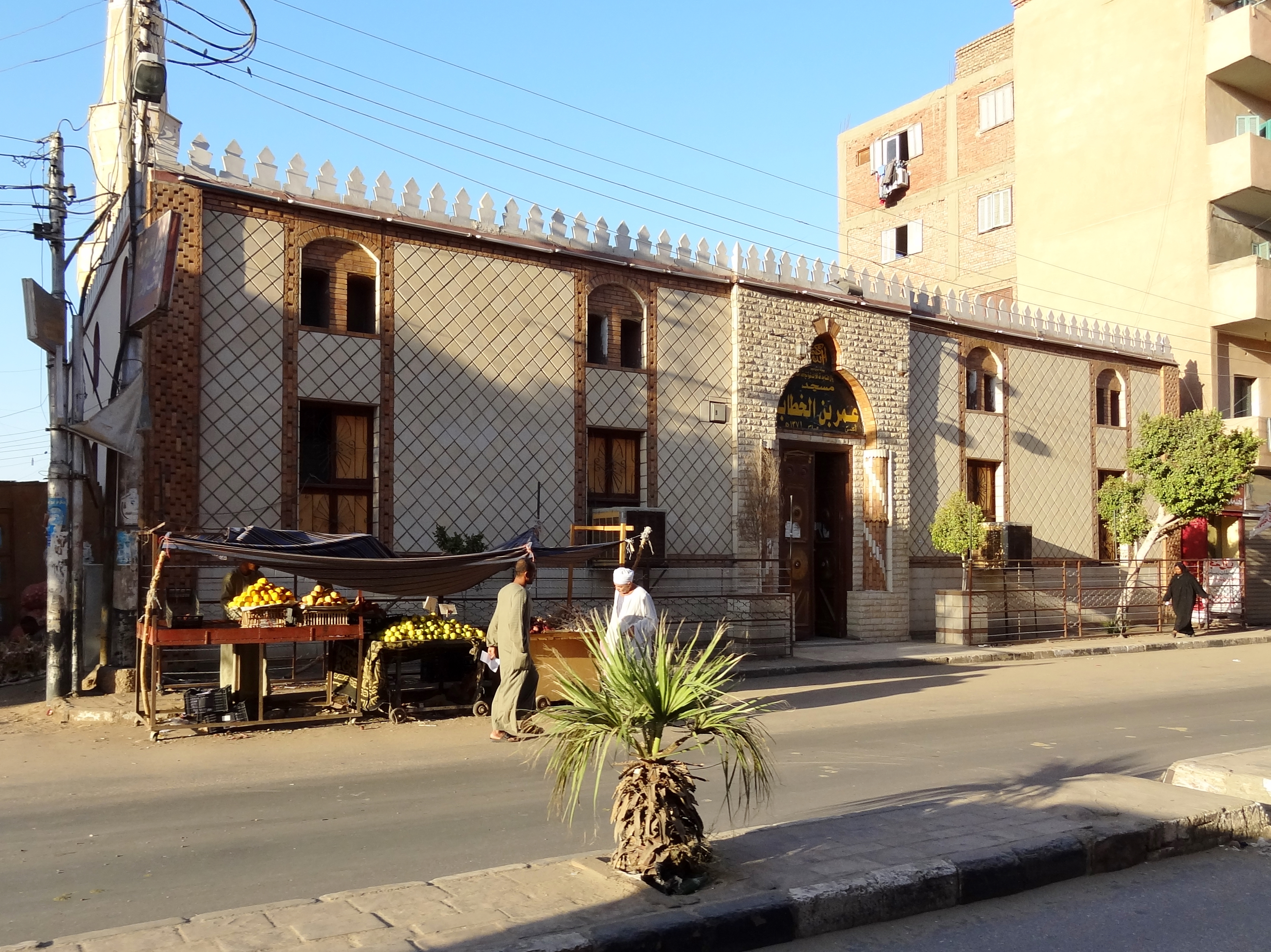
مسجد عمر بن الخطاب (إدفو)

### إدفو القديمة
| bH · d | t · niwt |

| bH · d | t · niwt |

دعاها المصريون القدماء جب وسمّاها الإِغريق والرومان أبولينوبوليس ماغنا أي مدينة أبولو الكبرى. وفي أيام الفراعنة كانت إِدفو عاصمة الإِقليم الثاني في مصر العليا. وقد كشفت التنقيبات الأثرية منذ أواخر القرن التاسع عشر عن أهميتها في العصور الباكرة من تاريخ مصر القديم، ولا سيما المقبرة التي تعود إِلى عصر الدولة القديمة في الألف الثالث ق.م وعُثر فيها على مقابر - مصاطب بُنيت باللبن. وقرأ اللغويون المتخصصون اسم أحد ملوك الأسرة الأولى أواجيب منقوشاً على صخرة في مكان قريب من المدينة.
جُعلت إِدفو تحت حماية الإِله الصقر حوروس ملك المدينة التي كانت تدعى هديث أيضاً. وقد تحقق للباحثين أن هذا الإِله يرجع في أصله إِلى هذه المنطقة، وجعله البطالمة الذين حكموا مصر بعد الاسكندر موازياً لأبولو.
وكشفت التنقيبات عن بقايا سور كان يحمي المدينة من الغارات في فجر تاريخها. وظلت إِدفو محتفظة بأهميتها قروناً بوصفها إِحدى المدن المهمة في مصر العليا ودخلت في صراع مع إِمارات المدن المجاورة وأبرزها طيبة وكوبتوس (قِفط) في المرحلة الانتقالية الأولى بعد انهيار الدولة القديمة. واحتفظت بأهميتها زمناً طويلاً إِلى عهد الدولة الحديثة عندما بني فيها، في أواسط الألف الثاني ق.م، معبد كبير للإِله حوروس حامي المدينة مما رفع مكانتها الدينية والتجارية. عثر المنقبون في آثار إِدفو على كسْرات من الفخار الموكيني (المسيني), مما يثبت قيام علاقات مع العالم الإِيجي. ومع ذلك فإِن التنقيبات التي أُجريت في أواخر القرن التاسع عشر بإِدارة مارييت الفرنسي الذي كان يدير مصلحة الآثار المصرية والتنقيبات التي قامت بها بعد ذلك، بعثة فرنسية بين عامي 1921 و 1939, ثم بعثة فرنسية - بولونية مشتركة، أدت إِلى كشف كثير من أسرار العصور الإِغريقية - الرومانية - البيزنطية في هذا الموقع. وإِلى هذه العصور يعود معبد إِدفو الكبير، وهو أهم آبدة أثرية في إِدفو وأهم آثار حضارة مصر القديمة مقاومة للزمن. بُدئ بتشييد هذا المعبد نحو عام 237 ق.م، في أيام الملك بطلميوس الثالث على أنقاض المعبد القديم الذي بُني في زمن الدولة الحديثة، وأنجز بناؤه في نحو قرنين في أيام الملك بطلميوس الثالث عشر نحو 57 ق.م. يبلغ طول المعبد 137 م وعرضه 79 م، وفيه أعمدة يرتفع كل منها حتى 36 م وهو أكبر معبد قديم في وادي النيل كله بعد معبد الكرنك. وتعد الكتابات والنقوش والنحوت التي تغطي جدرانه سجلاً مصوراً موجزاً للديانة المصرية القديمة. وتمثل هذه الشواهد قصة الصراع الملحمي بين الأنصار المسلحين الأشداء لحوروس وهو أوزيريس في التقاليد الشعبية وبين أنصار سِت، وترمز القصة إِلى مطاردة التمساح في النيل. وترى في اللوحات الجدارية مشاهد لشعائر يومية واحتفالات سنوية في المواسم الفصلية. ومنها قصة ولادة حوروس المباركة ونقوش مكتوبة بخطوط جميلة لتراتيل دينية. ومن أهم الكتابات المنقوشة قوائم بأسماء الأقاليم والوحدات الإِدارية في البلاد، وقوائم أخرى بأسماء المنتجات الزراعية والمعدنية للبلاد المجاورة، ودساتير لتركيب بعض الدهون الدوائية والعطور التي وجدت فيما يدعى بالمخبر، وهو من أقسام المعبد، كان يتم فيه صنع هذه الأدوية والعطور. وقد جعلت التقاليد لمعبد إِدفو مكانة خاصة، ففيه كما في دندرة وفيلة (وهي جزيرة الفيل) أماكن مخصصة للولادة المباركة Mammisi.
إِن في تنوع تيجان الأعمدة، وغنى النقش ودقته ما يشهد على تداخل الثقافتين المصرية والهلينية في الفن المصري الهليني في عصر البطالمة.
كانت إِدفو واحدة من أغنى مدن الصعيد فهي بموقعها على النيل حارسة لبوابة حصن فيلة وتتصل بكوبتوس (قِفط) وطيبة اللتين تقعان على طريق القوافل التي كانت تقطع الصحراء العربية شرق وادي النيل وهي متجهة إِلى الموقع الذي بني عنده ميناء برنيقة Berenice في القرن الثالث ق.م على البحر الأحمر عند رأس باناس زمن الملك بطلميوس الثاني. وتعود هذه الطريق التجارية التقليدية إِلى الألف الثالث قبل الميلاد عندما كانت قوافل مصر تتوجه منها إِلى بلاد بونت الغنية الواقعة على باب المندب ومنها إِلى الشواطئ الجنوبية لشبه جزيرة العرب وإِلى الصومال والقرن الإِفريقي.

## الاقتصاد

### الزراعة
تعتبر الزراعة في مركز إدفو المهنة الرئيسية لغالبية عدد السكان ويعتبر القصب المحصول الرئيسي في البلاد وتبلغ المساحة المنزرعة بالفدان 25100 فدان ومتوسط الإنتاج للفدان 51.55 طن للفدان وإجمالي الإنتاج بالطن 1,293,926.[بحاجة لمصدر]
جدول (2-1) بيان المساحات المنزرعة في مدينة إدفو 2013
| الزمام الكلي | بور ومنافع | حدائق ونخيل | الزمام الحقلي |
| 7,198        | 464        | 465         | 6,269         |

ومساحة الأراضي القابلة للاستصلاح داخل خطة الدولة تبلغ حوالي 8996 فدان توسعات مستقبلية بوادي الصعايدة، وأهم المحاصيل الزراعية في مركز إدفو هي: القصب والقمح والشعير والكركديه والفول السوداني والسمسم.
أهم زراعة الفواكة:
1-  المانجو 2- الخوخ 3- اليوسفي 4- الليمون 5- الجوافة. 
التوزيع القطاعي للمشتغلين بمدينة إدفو خلال عامي 1996و 2006
| بيان                              | تعداد 1996    | تعداد 1996    | تعداد 2006    | تعداد 2006    |
| بيان                              | عدد المشتغلين | % من الإجمالي | عدد المشتغلين | % من الإجمالي |
| حكومي                             | 5352          | 38            | 3064          | 19            |
| عام وأعمال عام                    | 989           | 7             | 42            | 0.3           |
| خاص استثماري                      | 0             | 0             | 11            | 0.1           |
| خاص عادي داخل المنشأة             | 3640          | 26            | 5634          | 35            |
| خاص عادي خارج المنشأة             | 3988          | 29            | 7555          | 46            |
| مشترك                             | 0             | 0             | 0             | 0             |
| تعاوني                            | 0             | 0             | 1             | 0             |
| القطاع الاجنبي                    | 17            | 0.1           | 0             | 0             |
| أخرى                              | 3             | 0             | 5             | 0             |
| جملة المشتغلين بالقطاعات المختلفة | 13989         | 100           | 16312         | 100           |

المصدر: الجهاز المركزي للتعبئة العامة والإحصاء، تعداد محافظة الوادي أسوان، مستوى الأقسام والشياخات والقرى، 1996 و 2006

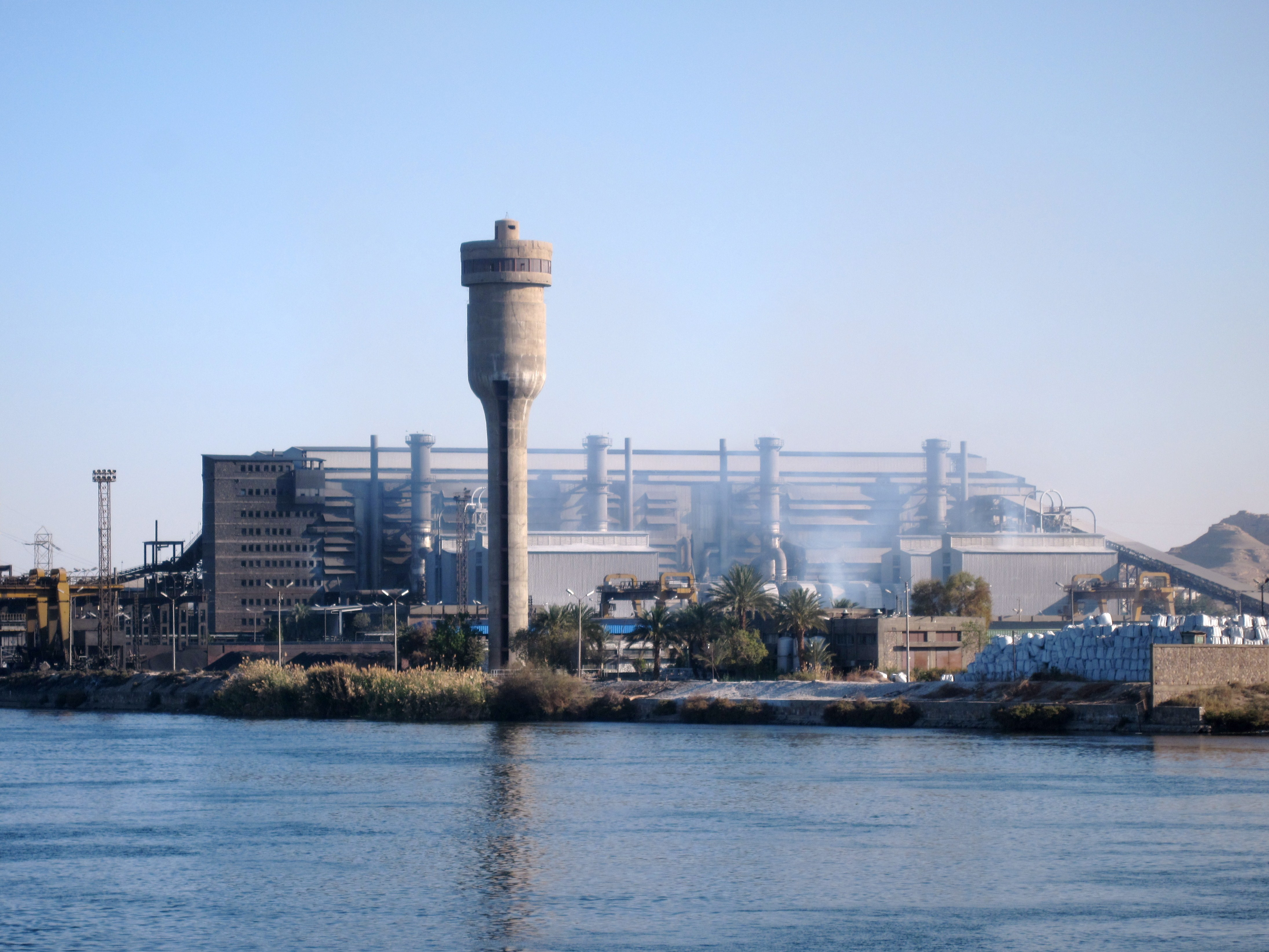
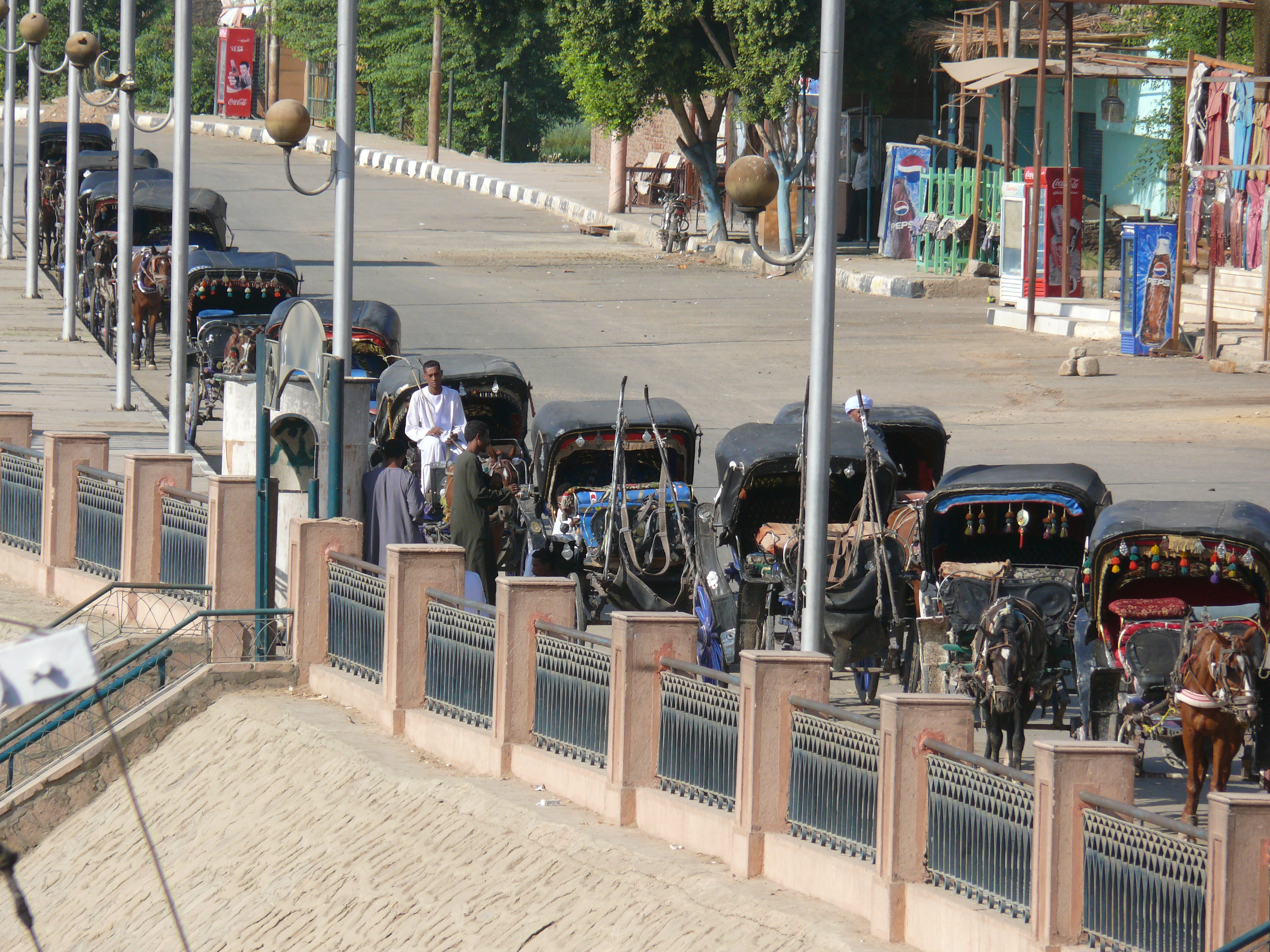
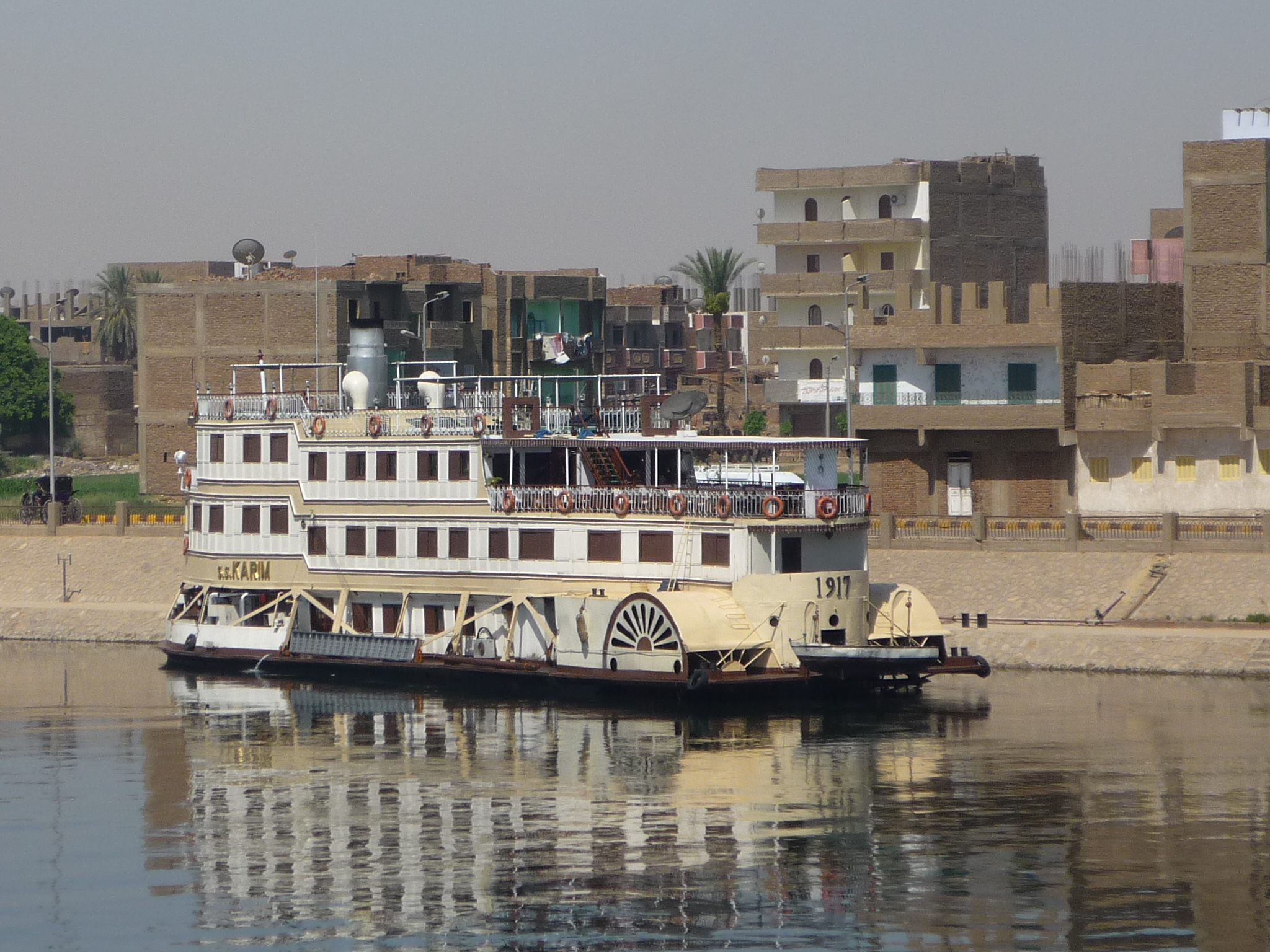
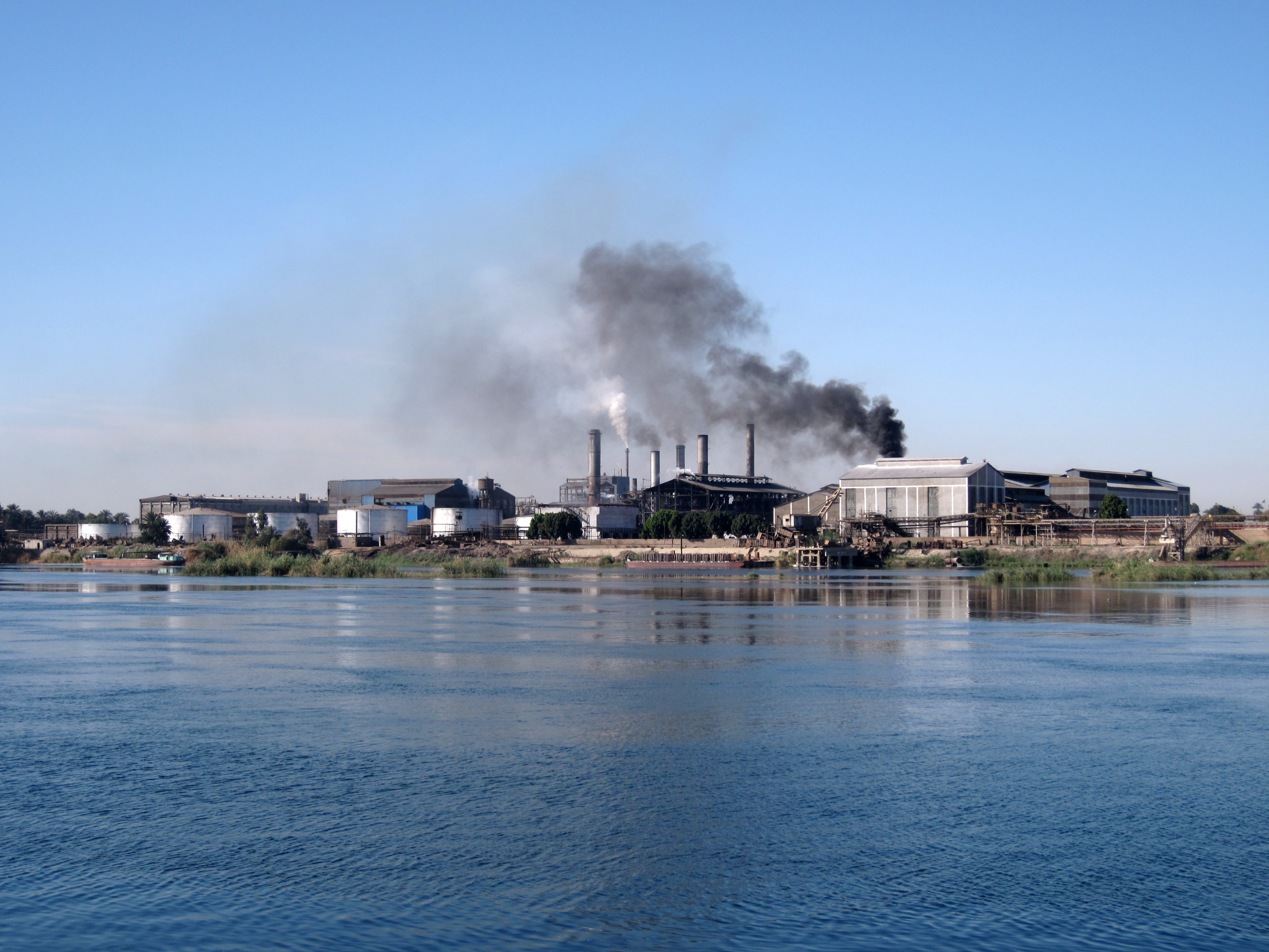

## التركيبة السكانية

### تطور حجم سكان مركز إدفو
كان للتعديلات الإدارية التي تمت في مركز إدفو الشكل (2-35) أثر واضح في تغير حجم سُكان حضر وريف المركز خلال الفترة التعدادية 1986 – 2006 طبقاً للآتي:
- تعداد 1986: يضم مركز إدفو تجمع حضري واحد، وهو مدينة إدفو عاصمة المركز.
- تعداد 1996: يتكون مركز إدفو من أربعة تجمعات حضرية هي:

1. مدينة إدفو عاصمة المركز، وتضم في نطاقها قرى الحبارى، عزبة العلوية، عزبة ساحل الخولى، عزبة الشيخ عامر، عزبة الخرازة، عزبة العوضلاب، عزبة آل معوض، عزبة الكشاف، المحطة، حاجر أبو خليفة، حاجر الميتمية، حاجر البلاليص، حاجر نجع العرب، الشيخ محمود، العرمانى.
2. مدينة السباعية غرب تم تحويلها من قرية إلى مدينة، وتضم في نطاقها قرى الخواطر، الشيخ تاج، آل سليمان، آل سليمان.
3. مدينة الرديسية قبلى تم تحويلها من قرية إلى مدينة، وتضم في نطاقها قرى خور الزق، الرتاج، الملكية.
4. مدينة البصلية بحرى تم تحويلها من قرية إلى مدينة، وتضم في نطاقها قرى، الشماخية وعزبة أبو عامر، المعمارية وعزبة أبو حربه، السايح وعزبة الفجه، الشرفا وعزبة السيد، الزوايديه وعزبة الزوايديه.

يتضح مما تقدم أن مركز إدفو قد تمت فيه تغيرات جوهرية في التقسيم الإداري للمركز وفي مكوناته الداخلية، حيث يضم طبقاً لآخر تعداد 2006، عدد أربع مدن، 13 وحدة محلية قروية، (37) قرى توابع، 239 كفور ونجوع. مما كان له أثر واضح على تطور حجم سكانه ما بين الريف والحضر، وفي مُعدلات النمو السكاني خلال التعدادات المختلفة

### التركيب النوعى لسكان مدينة إدفو
بلغ عدد الذكور بمدينة إدفو (35667 نسمة) تمثل 9,50%، في حين بلغ عدد الإناث (34444 نسمة) تمثل 1,49% حسب تعداد 2006، ومن ثم تبلغ نسبة النوع بمدينة إدفو (104 ذكر لكل 100 أنثى)، وهو ما يزيد كثيراً عن المتوسط العام لمركز إدفو (102 ذكر لكل 100 أنثى) وأيضاً محافظة أسوان (101 ذكر لكل 100 أنثى).

## التقسيم الإداري
- مدينة إدفو: عاصمة المركز ومدينة سياحية في المقام الأول وتقع غرب نهر النيل وتتوسط المركز وتبعد عن مدينة أسوان حوالي 100 كم شمالًا وهي أكبر الوحدات المحلية على مستوى المحافظة.

## أهم آثار مركز ومدينة ادفو
- معبد حورس البطلمي (الذي استغرق بناؤه 180 سنة) يعتبر معبد حورس، الذي يعود إلى عصر البطالمة قد احتفظ بشكله الأصلي إلى حد كبير وهو ثاني أكبر معبد في مصر. والجدير بالذكر أن هذا المعبد، باعتباره الثاني بعد معبد الكرنك من حيث الحجم، يمثل إحدى آخر المحاولات التي قام بها الحكام البطالمة لبناء معابد على نسق معابد أسلافهم من حيث الشكل والفخامة. وقد استغرق بناء هذا المعبد في موقعه نحو 180 سنة. ألقت الكتابات الهيروغليفية التي احتفظت بشكلها الأصلي، الضوء على الطقوس المتّبعة لعبادة الإله حورس والمعابد التي تُمارس فيها هذه الطقوس. ويقال بأن مبنى المعبد قد شُيّد حيث دارت المعركة العظيمة بين الإله حورس والإله ست ومن المؤكد أن مرورك في مركب شراعي على نهر النيل لمشاهدة معبد إدفو وهو يشع نورا" مشهد رائع من الصعب محوه من الذاكرة. فالاستماع إلى أصوات الموسيقى والإنصات إلى قصص التاريخ القديمة إنما هي تجربة خيالية. كل هذه الأمور مجموعة" تجعل من هذه التجربة تجربة" ساحرة بالفعل. يقام عرض بالصوت والضوء في معبد إدفو، باستخدام أفضل ما وصلت إليه إنجازات التكنولوجيا فيحكي بالصوت والصورة أساطير الإله حورس).
- مدينة الكاب (عاصمة مملكة جنوب مصر قبل توحيد القطرين على يد مينا).
- مخازن وصوامع الغلال (التي أنشأها يوسف التي توجد في شمال مركز إدفو قريبا من قرية المحاميد وقد اكتشفها فريق من علماء الآثار برئاسة نادين مولر Nadine Moeller، أستاذة مساعدة بمعهد الدراسات الشرقية بجامعة شيكاغو، عن كشف أثري في سنة 2008، وهو عبارة عن تجمع لسبع صوامع كبرى لخزن الغلال ومنشأة إدارية ضخمة كانت تستخدم في تسجيل بيانات الحبوب الواردة والمصروفة، وذلك أثناء أعمال التنقيب التي أجريت في تل أدفو، وهذه المنشأة المكتشفة تتألف من مخزن للحبوب يتكون من سبع صوامع كبرى لتخزين الغلال والصوامع ذات شكل دائري مبني من الطابوق ويصل قطر الصومعة ما بين 5.5 و 6.5 متر، ويقع مبنى الإدارة بصوامعه السبعة وسط المجتمع الحضري لمنطقة الكشف).
- منطقة الكوم الأحمر الأثرية (على الضفة الغربية من النيل أمام مدينة البصيلية 17 كم شمال إدفو وهو موقع نخن أو هيراكونپوليس أول عاصمة لمصر الموحدة عام 3200 ق.م.، وعاصمة الإقليم الثالث من أقاليم مصر العليا وتحوي العديد من الآثار التي ترجع إلي عصور ما قبل التاريخ وكذلك العصور المتأخرة).
- هرم الكولا (من الأهرامات التي بنيت من خلال الأسر القديمة والأساس المعماري له مقارب لشكل هرم سقارة).
- دير باخوميوس القبطي (وهو من أقدم الأديرة التي بنيت إبان الاضطهاد الروماني للمسيحيين في العهد القديم في مصر ويوجد بالقرب من إدفو في بلدة تدعى بالحاجر).
- هيكل تحوت (وهو هيكل أثري موجود في جنوب إدفو في بلدة الحمام (بالرمادي) وهو هيكل غير مُنار).

## الموقع الجغرافي
وهي توجد غرب النيل ويوجد كوبري يربط المدينة بشرق النيل، وتتوسط أسوان (مركز كوم امبو من الجنوب) والأقصر (مركز إسنا من الشمال).
وبها طريق بري سياحي يربطها بمحافظة البحر الأحمر عن طريق مدينة مرسى علم.

## المناخ
| البيانات المناخية لـإدفو          | البيانات المناخية لـإدفو | البيانات المناخية لـإدفو | البيانات المناخية لـإدفو | البيانات المناخية لـإدفو | البيانات المناخية لـإدفو | البيانات المناخية لـإدفو | البيانات المناخية لـإدفو | البيانات المناخية لـإدفو | البيانات المناخية لـإدفو | البيانات المناخية لـإدفو | البيانات المناخية لـإدفو | البيانات المناخية لـإدفو | البيانات المناخية لـإدفو |
| الشهر                             | يناير                    | فبراير                   | مارس                     | أبريل                    | مايو                     | يونيو                    | يوليو                    | أغسطس                    | سبتمبر                   | أكتوبر                   | نوفمبر                   | ديسمبر                   | المعدل السنوي            |
| --------------------------------- | ------------------------ | ------------------------ | ------------------------ | ------------------------ | ------------------------ | ------------------------ | ------------------------ | ------------------------ | ------------------------ | ------------------------ | ------------------------ | ------------------------ | ------------------------ |
| متوسط درجة الحرارة الكبرى °م (°ف) | 23.6 (74.5)              | 25.6 (78.1)              | 29.4 (84.9)              | 34.4 (93.9)              | 38.7 (101.7)             | 40.6 (105.1)             | 40.5 (104.9)             | 40.5 (104.9)             | 38.3 (100.9)             | 35.8 (96.4)              | 30.3 (86.5)              | 25.2 (77.4)              | 33.6 (92.4)              |
| المتوسط اليومي °م (°ف)            | 15.5 (59.9)              | 17 (63)                  | 20.6 (69.1)              | 25.4 (77.7)              | 29.9 (85.8)              | 31.7 (89.1)              | 32.1 (89.8)              | 32.1 (89.8)              | 30.2 (86.4)              | 27.5 (81.5)              | 22 (72)                  | 17.2 (63.0)              | 25.1 (77.3)              |
| متوسط درجة الحرارة الصغرى °م (°ف) | 7.5 (45.5)               | 8.5 (47.3)               | 11.9 (53.4)              | 16.5 (61.7)              | 21.1 (70.0)              | 22.9 (73.2)              | 23.7 (74.7)              | 23.8 (74.8)              | 22.1 (71.8)              | 19.2 (66.6)              | 13.7 (56.7)              | 9.3 (48.7)               | 16.7 (62.0)              |
| الهطول مم (إنش)                   | 0 (0)                    | 0 (0)                    | 0 (0)                    | 0 (0)                    | 0 (0)                    | 0 (0)                    | 0 (0)                    | 0 (0)                    | 0 (0)                    | 0 (0)                    | 0 (0)                    | 0 (0)                    | 0 (0)                    |
| المصدر: Climate-Data.org          |                          |                          |                          |                          |                          |                          |                          |                          |                          |                          |                          |                          |                          |

## الأحياء

### حي وسط
ويعتبر وسط المركز ويضم:
- شارع كورنيش النيل
- شارع الكوبري
- شارع المركز
- شارع جسر أبو النصر
- شارع خلف المستشفى
- شارع العطاياب
- شارع المنشية
- شارع الجيش
- شارع المحكمة
- شارع الجمهورية
- شارع المعبد
- شارع 23 يوليو
- شارع السوق التجاري
- شارع الصاغة
- القيسارية
- شارع المستشفى
- شارع عمر أفندي
- منطقة الحرايزة بجوار المعبد
- منطقة معبد إدفو
- شارع موقف الأتوبيسات القديم
- شارع الاستاد
- استاد إدفو